# 대한민국 민법 제488조
대한민국 민법 제488조는 공탁의 방법에 대한 민법 채권법 조문이다.

## 조문
제488조(공탁의 방법) ① 공탁은 채무이행지의 공탁소에 하여야 한다.
②공탁소에 관하여 법률에 특별한 규정이 없으면 법원은 변제자의 청구에 의하여 공탁소를 지정하고 공탁물보관자를 선임하여야 한다.
③공탁자는 지체없이 채권자에게 공탁통지를 하여야 한다.

第488條(供託의 方法) ① 供託은 債務履行地의 供託所에 하여야 한다.
②供託所에 關하여 法律에 特別한 規定이 없으면 法院은 辨濟者의 請求에 依하여 供託所를 指定하고 供託物保管者를 選任하여야 한다.
③供託者는 遲滯없이 債權者에게 供託通知를 하여야 한다.

## 참고 문헌
- 오현수, 일본민법, 진원사, 2014. ISBN 9788963463452
- 오세경, 대법전, 법전출판사, 2014 ISBN 9788926210277
- 이준현 , LOGOS 민법 조문판례집, 미래가치, 2015. ISBN 9791155020869